# 伊勢氏
伊勢氏（いせし）は、日本の氏族で桓武平氏維衡流（伊勢平氏の流れ）と称した氏族。室町時代には室町幕府の政所執事を世襲、江戸時代には旗本として仕え、武家の礼法である『伊勢礼法』を創始し、有職故実の家として知られた。

## 出自
伊勢平氏の平正度の子・平季衡（下総守）の系統である鎌倉時代末期の当主平俊継が伊勢守となって以降、伊勢氏を称したとされる。少なくとも鎌倉時代末期には足利氏の近臣であったと推定され、元徳2年（1330年）に足利氏の上総国守護代に伊勢宗継の名が確認される。
鎌倉時代末期以前の動向についてははっきりしておらず、桓武平氏という点については疑問も呈されている。斎藤忠や太田亮は『小右記』や『平安遺文』を引用し、もともとは中臣朝臣の伊勢国造（伊勢直）の一族が、伊勢国鈴鹿郡を拠点として、康和元年（1099年）10月に伊勢の三重郡司として赴任した事項を示している。

## 宗家

### 政所執事
南北朝時代の天授5年/康暦元年（1379年）に、俊継の孫にあたる伊勢貞継が足利幕府政所執事となって以降、政所執事を世襲するようになった。初代・貞継が主君の足利貞氏から偏諱を受けたことにより、子孫は「貞」の通字を用いた。
8代将軍足利義政の養育係を務めた伊勢貞親は側近として政治にも大きな影響力を持ったが、将軍候補・足利義視を排除しようとして文正元年（1466年）の文正の政変で失脚した。貞親は、応仁元年（1467年）細川勝元率いる東軍と山名宗全率いる西軍の間で戦端が開かれ応仁の乱が起こると、足利義政に呼び戻され6月に伊勢から上洛、応仁2年（1468年）閏10月に正式に復帰した。しかし復帰に反発した足利義視が同年11月に出奔して西軍に擁立され、戦乱が長期化する要因となった。
貞親の子の伊勢貞宗もまた、9代将軍足利義尚の養育係となり、細川京兆家の細川政元と共に幕政に重きをなした。明応2年（1493年）には、貞宗の子伊勢貞陸が山城守護に就任し、前任の畠山氏に抗して起こった山城国一揆を解体している。また、同年の明応の政変により10代将軍足利義材が廃位され足利義澄が11代将軍に就任すると、日野富子の意向もあって貞宗が義澄の後見人的な立場に立った。
しかし、永正5年（1508年）足利義材が周防・長門の大内義興に擁立されて上洛すると、細川高国と同様に貞陸もこれに従った。貞陸の子の伊勢貞忠は、大永元年（1521年）3月7日、足利義稙が細川高国と対立し堺に出奔すると、貞忠はこれに従わず12代将軍足利義晴に仕えた。
貞忠の継養子の伊勢貞孝も足利義晴に仕えた。大永7年（1527年）に桂川原の戦いで細川高国が敗れ、阿波から三好元長や細川晴元らが入京すると、足利義晴は六角氏や朽木氏を頼り近江に逃れるようになり近江幕府を形成した。しかし、13代将軍足利義輝の代には、貞孝は京に残って三好長慶政権下で政務を行なった。さらに永禄5年（1562年）3月に六角義賢が足利義輝や三好氏を追い払い京都に侵攻した際にも（将軍地蔵山の戦い）、京に残り政務を行なったため失脚し、京都船岡山で戦死した。
貞孝の孫の伊勢貞為と貞興は若狭武田氏の元に逃れたが、永禄8年（1565年）の永禄の変によって足利義輝が討たれると、貞為は三好三人衆が擁する将軍候補・足利義栄に仕えた。
永禄11年（1568年）、足利義昭が織田信長と共に上洛してくると今度は伊勢貞興が幕府に仕え、貞為は病弱だったため家督を貞興に譲った（貞為が足利義栄に仕えた為に家督を追われたとする説もある）。
伊勢貞興は義昭の備後下向には従わず信長の家臣明智光秀の与力となり、天正10年（1582年）の本能寺の変では貞興は明智勢として二条御所の織田信忠を攻め滅ぼしたが、最終的には山崎の戦いで羽柴秀吉勢に敗れ戦死した。

### 江戸時代以降
江戸時代には貞為の子・伊勢貞衡が旗本として3代将軍徳川家光に仕え、子孫はまた礼法の家として明治まで続いた。貞衡の曾孫・伊勢貞丈は特に有職故実に通じ、伊勢礼法を大成した。

## 備中伊勢氏
伊勢貞継の弟・盛経の系統。将軍の近習や申次衆を出していた。
戦国大名後北条氏の祖となる伊勢盛時 (伊勢宗瑞、北条早雲)  は伊勢氏の一族・伊勢盛定の子で、系図は諸説あるが庶流の備中伊勢氏の出自だと目されている。なお、盛時の代では「北条」と名乗ることはなく、息子氏綱の時代以後と考えられている。
備中伊勢氏は不明な点が多いが、伊勢盛時＝北条早雲説が定説になるに従い、研究が進んでいる。以下は法泉寺などに所蔵されている当時の書状や軍忠状等における備中伊勢氏の人物を列挙する。
- 嘉吉3年（1443年）5月12日　伊勢盛経寺領寄進状[注釈 1]
- 享徳元年（1452年）12月吉日　伊勢盛定土地売寄進状[注釈 2]
- 文明3年（1471年）6月2日　伊勢盛時禁制[注釈 3]
- 延徳2年（1490年）4月20日　伊勢盛頼田地売券[注釈 4]
- （年欠）3月4日　伊勢隆資感状[注釈 5]
- 天文17年（1548年）3月25日　伊勢隆資充行状[注釈 6]
- 弘治3年（1557年）9月20日　伊勢盛平・伊勢隆秀寄進状[注釈 7]
- 永禄10年（1567年）12月9日　伊勢盛平寄進状[注釈 8]
- 永禄12年（1569年）10月27日　伊勢盛勝感状写[注釈 9]

多くの人物名が列挙されているが、その多くは系譜上の位置づけは不明である。

## 薩摩伊勢氏
桓武平氏頼盛流池氏の後裔と自称した有川氏支族伊勢氏が存在し、貞世の代に島津貴久に仕えた。当初は有川氏を名乗っていたが、有川氏は伊勢国の小名であるとし、縁戚関係にある伊勢貞為の許しを得て、有川貞末・有川貞真兄弟共々伊勢氏を名乗るようになり、薩摩における伊勢氏の祖となった。伊勢貞昌は名家老として知られ、家系は薩摩藩士として続いた。